# Nagrig
Nagrig (Egyptisch-Arabisch: نجريج) is een plaats in het gouvernement Al Gharbiyah in het noorden van Egypte.

## Geboren
- Mohamed Salah (1992), voetballer